# 塔山街道 (绍兴市)
塔山街道，是中国浙江省绍兴市越城区下辖的一个街道，位于绍兴古城区南半部。鲁迅故居、罗门公园、沈园、绍兴图书馆、绍兴博物馆位于境内。

## 行政区划
该街道辖有：
五云社区、东双桥社区、花园社区、燕甸园社区、西咸欢社区、沈园社区、白衙弄社区、罗北社区、塔山社区、罗门社区、望花社区、百草园社区、塔山村。